# قرة ضياء الدين
قرة ضياء الدين (بالفارسية: قره‌ضیاءالدین) هي مدينة تقع في إيران في أذربيجان الغربية. يقدر عدد سكانها بـ 22,589 نسمة وترتفع عن سطح البحر 1,085 متر.